# SYM-1
O SYM-1 foi um kit de microcomputador produzido pela Synertek por volta de 1978. Originalmente denominado VIM-1 (Versatile Input Monitor), teve seu nome alterado por razões legais entre abril e agosto daquele ano.

## Características
O SYM-1 era um concorrente do popular sistema KIM-1 da MOS Technology, com o qual era compatível em larga escala. Comparado ao KIM-1, seus aperfeiçoamentos incluíam a capacidade de funcionar apenas com uma única fonte de energia de +5 volts, um monitor de ROM melhorado, três soquetes para ROM/EPROMs configuráveis, RAM expansível on-board até 4 kibibytes, uma porta serial RS-232, e uma interface de de "alta velocidade" para armazenamento em gravador cassete. Também apresentava circuitos de buffer on-board para facilitar a conexão com dispositivos de "alta voltagem ou alta corrente".
Uma caracaterística única do SYM-1 era sua capacidade de permitir a conexão com um osciloscópio, provendo um monitor de vídeo de 32 caracateres sob controle de software.
A Synertek vendia ROMs que podiam ser instaladas no sistema, contendo a linguagem de programação BASIC ou um Editor/Montador Residente.